# بیمارستان اطفال آرکانزاس
بیمارستان اطفال آرکانزاس (به انگلیسی: Arkansas Children's Hospital) بیمارستانی خصوصی در شهر لیتل راک، آرکانزاس ایالات متحده آمریکا است که در ۱۹۱۲ میلادی ساخته شد و دارای ۳۷۰ تخت است.

## تاریخچه
مارسی دودرر رئیس و مدیرعامل بیمارستان کودکان آرکانزاس است و پس از بازنشستگی در سال 2013 جانشین دکتر جاناتان بیتس شد.
بیمارستان کودکان آرکانزاس یک بیمارستان 233,613 فوت مربع در اسپرینگدیل ساخته است. شمال غرب کودکان آرکانزاس به 200000 کودک که در آن منطقه 11 شهرستان زندگی می کنند خدمت خواهد کرد. این مرکز در فوریه 2018 افتتاح شد. وال مارت و بنیاد وال مارت 8 میلیون دلار در این پروژه سرمایه گذاری کرده اند ، در حالی که جی بی هانت 5 میلیون دلار برای ساخت و ساز داده است.
بانوی اول آرکانزاس هیلاری کلینتون از سال 1988 تا 1992 در هیئت مدیره خدمات حقوقی بیمارستان کودکان آرکانزاس خدمت کرد.